# António José de Sousa Manoel de Menezes Severim de Noronha
António José de Sousa Manoel de Menezes Severim de Noronha, 6. Graf und 1. Markgraf (Marquês) von Vila Flor und 1. Herzog von Terceira (* 18. März 1792 in Lissabon; † 26. April 1860 ebenda) war ein liberaler portugiesischer Staatsmann und General, Held des Miguelistenkrieges, cartistischer (konservativer) Politiker und Führer der Regenerationspartei. Er war viermal (1836, 1842 bis 1846, kurzzeitig 1851 und 1859–1860) Ministerpräsident von Portugal.

## Leben und politisches Wirken

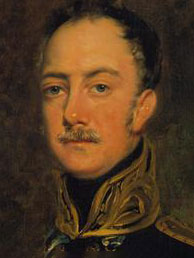
António José de Sousa Manoel de Menezes Severim de Noronha, erster Herzog von Terceira

1826 hatte Peter IV., der bereits seit 1822 unter dem Namen Pedro I. Kaiser von Brasilien war, nach dem Tode seines Vaters Johann VI. zusätzlich zum brasilianischen auch noch den portugiesischen Thron bestiegen. Er gab dem Land eine neue Verfassung (die Charta) und dankte dann zugunsten seiner minderjährigen Tochter Maria II. ab, da es ihm unmöglich war, seine beiden Reiche gleichzeitig zu regieren. Seinen jüngeren Bruder Prinz Michael, der sich seit 1824 im Exil in Wien aufgehalten hatte (da er erfolglos einen Aufstand gegen seinen Vater Johann VI. durchführte, um in Portugal den Absolutismus wieder einzuführen), bestimmte er zum Regenten für Maria II. Später sollten Maria und Michael heiraten und Portugal gemeinsam regieren. Michael hatte allerdings andere Pläne, rief eine traditionelle Ständeversammlung (Cortes) zusammen und ließ sich von dieser am 25. Juni 1828 zum König ausrufen, entthronte damit also seine Nichte und versprochene Braut. Michael regierte als letzter König des Lands absolutistisch.
Terceira, der als Liberaler ein Gegner des Absolutismus war, befand sich zu diesem Zeitpunkt gerade auf den Azoren. Er organisierte dort den Widerstand gegen die absolutistische Regierung auf dem Festland. Es gelang ihm am 11. August 1829 vor Vila da Praia auf der Azoreninsel Terceira eine miguelitische Flotte zu schlagen. Die Insel blieb somit einziger Teil Portugals außerhalb des miguelitischen Machtbereiches. Später gelang es Terceira, von dort auch die anderen Inseln des Archipels zu erobern, so dass die ganzen Azoren nicht mehr zum Herrschaftsgebiet Michaels gehörten.
Peter IV. war nicht bereit, den Vertrauensbruch seines Bruders kampflos hinzunehmen. Er dankte 1831 als Kaiser von Brasilien ab, nahm den Titel eines Herzogs von Braganza an und ging nach Europa, um den Kampf gegen seinen Bruder aufzunehmen. Es begann der Miguelistenkrieg. Nach einem ersten Aufenthalt in Paris begab er sich auf die Azoren, wo er mit Terceira zusammentraf. Gemeinsam mit diesem stellte er eine Invasionsarmee auf, holte den späteren Herzog von Saldanha aus seinem Londoner Exil zurück und schiffte sich mit seiner Armee nach Portugal ein, das er am 8. Juni 1832 in Pampelido bei Porto betrat. Terceira begab sich nach Lissabon und konnte die Stadt mit Unterstützung von britischen Marinestreitkräften von den Miguelisten erobern.
Damit unterstanden die beiden größten Städte des Landes nicht mehr Michaels Herrschaft. Terceira und Saldanha gewannen die Entscheidungsschlacht gegen Michael bei Évoramonte (1834). Dieser musste erneut ins Exil gehen, Maria II. wurde wieder als Königin eingesetzt. Peter verstarb kurze Zeit später, Maria wurde von den Cortes für volljährig erklärt und begann eigenständig zu regieren.
Die Herrschaft der Königin Maria II. war von dem Gegensatz zwischen Cartisten und Setembristen geprägt, zwei Strömungen, in die sich die Liberalen nach ihrem Sieg im Miguelistenkrieg aufgespalten hatten. Dabei ging es vor allem um die Frage, wie die Verfassung des Landes aussehen sollte. Die Cartisten, der konservativere Teil der Liberalen, wollten an der Charta Peters IV. festhalten, während die Setembristen, die den radikaleren Teil der Liberalen darstellten, zu der in Folge der Liberalen Revolution in Portugal verabschiedeten Verfassung von 1821 zurückkehren wollten.
Terceira war Anhänger der Cartisten, ebenso wie Maria II. In einer ersten Phase von 1834 bis 1836 ernannte Maria deshalb in kurzer Abfolge cartistische Regierungen, die jedoch alle an internen Streitigkeiten und der Opposition der Setembristen scheiterten. Auch Terceira wurde so 1836 zum ersten Mal Ministerpräsident seines Landes.
Er löste die Cortes auf und ließ Neuwahlen ausschreiben. Die Wahlen wurden von den Cartisten gewonnen, mit Ausnahme von Porto und Viseu, wo die Setembristen gewannen. Das Wahlergebnis spiegelte jedoch wohl nicht die wahre Stimmung im Volk wider, denn als die setembristischen Abgeordneten aus Porto mit dem Führer der Setembristen Manuel da Silva Passos an ihrer Spitze am 9. September 1836 in Lissabon eintrafen (die neuen Cortes sollten am 11. September eröffnet werden), wurden sie dort von der Bevölkerung begeistert empfangen. Die Nationalgarde putschte daraufhin gegen die Regierung Terceira, unterstellte sich den Setembristen und proklamierte die Wiedereinführung der Verfassung von 1821. Terceira schickte Truppen gegen die Aufständischen, diese verbrüderten sich jedoch mit der Nationalgarde. Als die Königin sah, dass es nicht möglich war, den Aufstand zu unterdrücken, entschloss sie sich schweren Herzens, Terceira zu entlassen und den ihr persönlich unsympathischen Passos in die Regierung aufzunehmen. Diese Ereignisse gingen später als Septemberrevolution in die portugiesische Geschichte ein. Die Setembristen regierten das Land von 1836 bis 1842. In dieser Zeit stand Terceira in unbeugsamer Opposition zur neuen Regierung. Es kam zu mehreren Aufständen der Cartisten, so im Juli 1837 zum sogenannten Aufstand der Marschälle, an dem Terceira und Saldanha maßgeblich beteiligt waren. Der Aufstand schlug fehl, Terceira musste daraufhin kurzfristig das Land verlassen.
1838 wurde eine neue liberale Verfassung verabschiedet; zur Feier dieses Ereignisses verkündete die Regierung eine weitreichende Amnestie, unter die auch Terceira fiel, so dass er nach Portugal zurückkehren konnte.
1842 wurde die setembristische Periode durch einen Putsch von António Bernardo da Costa Cabral, des späteren Markgrafen von Tomar, beendet. Costa Cabral regierte das Land als cartistischer Diktator. Er wurde 1846 durch den Aufstand von Maria da Fonte gestürzt.
Nach dem Fall von Costa Cabral ernannte die Königin, vom Ausmaß des Aufstandes erschreckt, zwar kurzfristig eine setembristische Regierung, sobald sie jedoch glaubte, wieder die Oberhand zu haben, ernannte sie erneut eine cartische Regierung, diesmal unter dem Herzog von Saldanha (Staatsstreich vom 6. Oktober). Terceira wurde zum Statthalter der Königin für den Norden des Landes ernannt mit dem Auftrag, die Aufständischen militärisch zu schlagen. Portugal versank im Bürgerkrieg. Der Bürgerkrieg dauerte bis 1847 und konnte von der Königin und den Cartisten nur mit ausländischer (spanischer und britischer) Hilfe gewonnen werden.

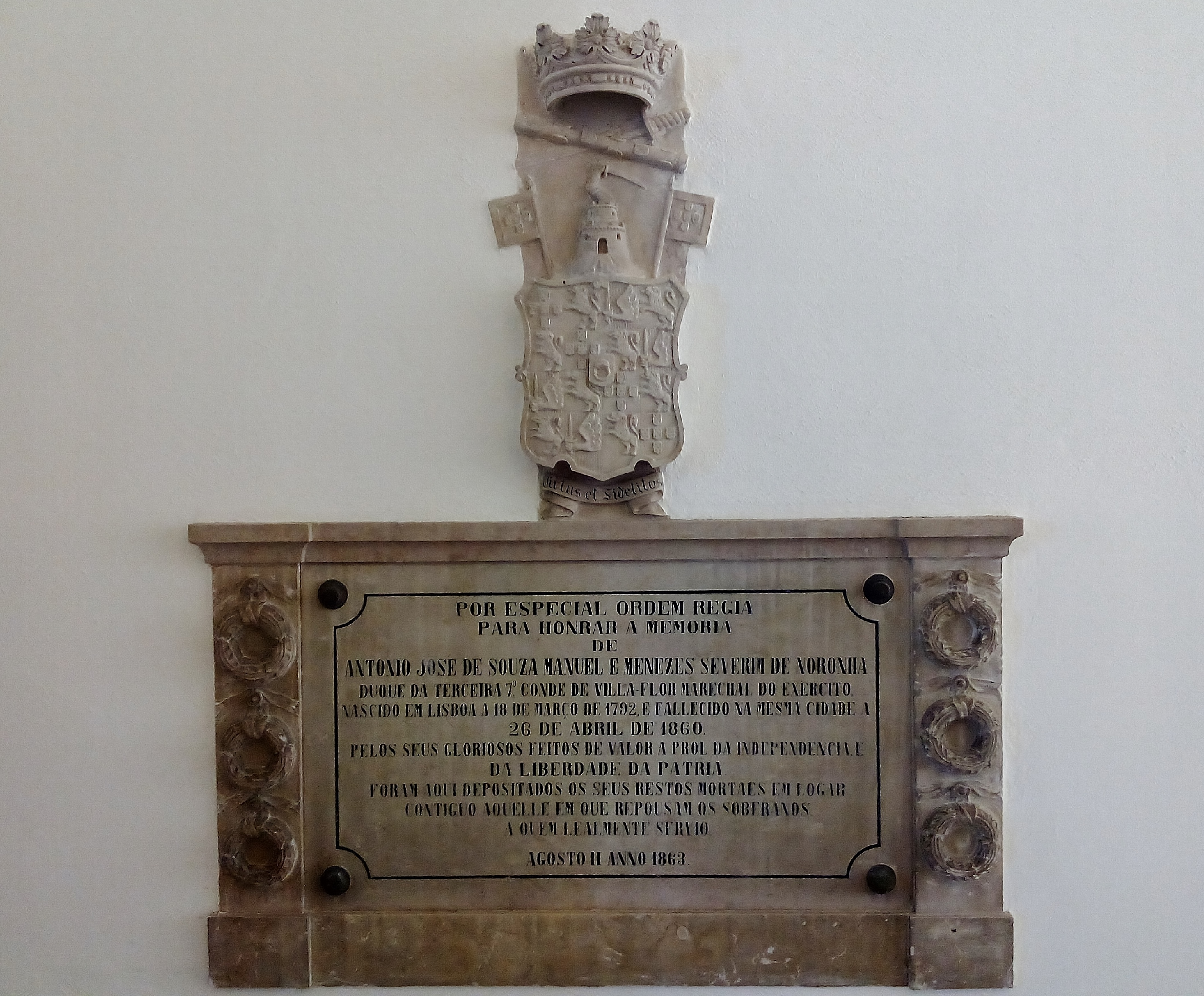
Grabnische des 1. Herzogs von Terceira im Korridor zum Panteão da Casa de Bragança

In Portugal bildete sich nach Ende des Bürgerkrieges ein stabiles Zweiparteiensystem heraus. Auf der einen Seite standen die Konservativen, die sich aus den Cartisten gebildet hatten, mit ihrer Regenerationspartei. Auf der liberaleren Seite des politischen Spektrums stand die Historische Partei, die Erben der Setembristen. Königin Maria II. bevorzugte zwar die Regenerationspartei, seit ihrem Tod 1853 wechselten sich die beiden Parteien aber in der Regierungsverantwortung ab. Terceira wurde Führer der Regenerationspartei. Der neue König Peter V. ernannte 1856 mit dem Herzog von Loulé erstmals eine von der Historischen Partei geführte Regierung. Als diese 1859 stürzte, wurde Terceira zum zweiten Mal Ministerpräsident. Er verstarb im Amt, die Führung der Regenerationspartei und die Nachfolge als Ministerpräsident übernahm Joaquim António de Aguiar. 
Terceira war zweimal verheiratet und hatte einen Sohn.
Mit königlicher Erlaubnis wurden der 1. Herzog von Terceira und seine zweite Gemahlin im Kloster São Vicente de Fora in Lissabon bestattet, und zwar im Korridor zur königlichen Grablege Panteão da Casa de Bragança. Außer ihnen wurde nur der 1. Herzog von Saldanha auf diese besondere Weise geehrt.
| Vorgänger | Amt                                                        | Nachfolger |
| --- | ---------------------------------------------------------- | --- |
| José Jorge Loureiro Joaquim António de Aguiar António Bernardo da Costa Cabral Nuno José Severo de Mendoça Rolim de Moura Barreto | Premierminister von Portugal 1836 1842–1846 1851 1859–1860 | José Manuel Inácio da Cunha Faro Menezes Portugal da Gama Carneiro e Sousa Pedro de Sousa Holstein João Carlos de Saldanha Oliveira e Daun Joaquim António de Aguiar |

| Personendaten    | Personendaten                                                                   |
| ---------------- | ------------------------------------------------------------------------------- |
| NAME             | Noronha, António José de Sousa Manoel de Menezes Severim de                     |
| ALTERNATIVNAMEN  | Terceira, António José de Sousa Manuel und Meneses Severim de Noronha, duque da |
| KURZBESCHREIBUNG | portugiesischer General und Politiker                                           |
| GEBURTSDATUM     | 18. März 1792                                                                   |
| GEBURTSORT       | Lissabon                                                                        |
| STERBEDATUM      | 26. April 1860                                                                  |
| STERBEORT        | Lissabon                                                                        |